# Доланд (Јужна Дакота)
Доланд (енгл. Doland) град је у америчкој савезној држави Јужна Дакота.

## Демографија
По попису из 2010. године број становника је 180, што је 117 (-39,4%) становника мање него 2000. године.
| Група             | 2000.       | 2010.       |
| Белци             | 287 (96,6%) | 176 (97,8%) |
| Афроамериканци    | 2 (0,7%)    | 0 (0,0%)    |
| Азијати           | 0 (0,0%)    | 0 (0,0%)    |
| Хиспаноамериканци | 2 (0,7%)    | 3 (1,7%)    |
| Укупно            | 297         | 180         |